# ハイポジション
ハイポジション (High Position) 、およびクロムポジション（クロームポジション）（CrO2 Position、Chrome Position）は、コンパクトカセット、およびエルカセットにおける磁気テープのポジション表示の一つでコンパクトカセット用はIEC TYPE IIで、エルカセット用はTYPE IIIでそれぞれ表示される。なお、本項では特にコンパクトカセットのハイポジション（クロムポジション）について記述する。

## 概要

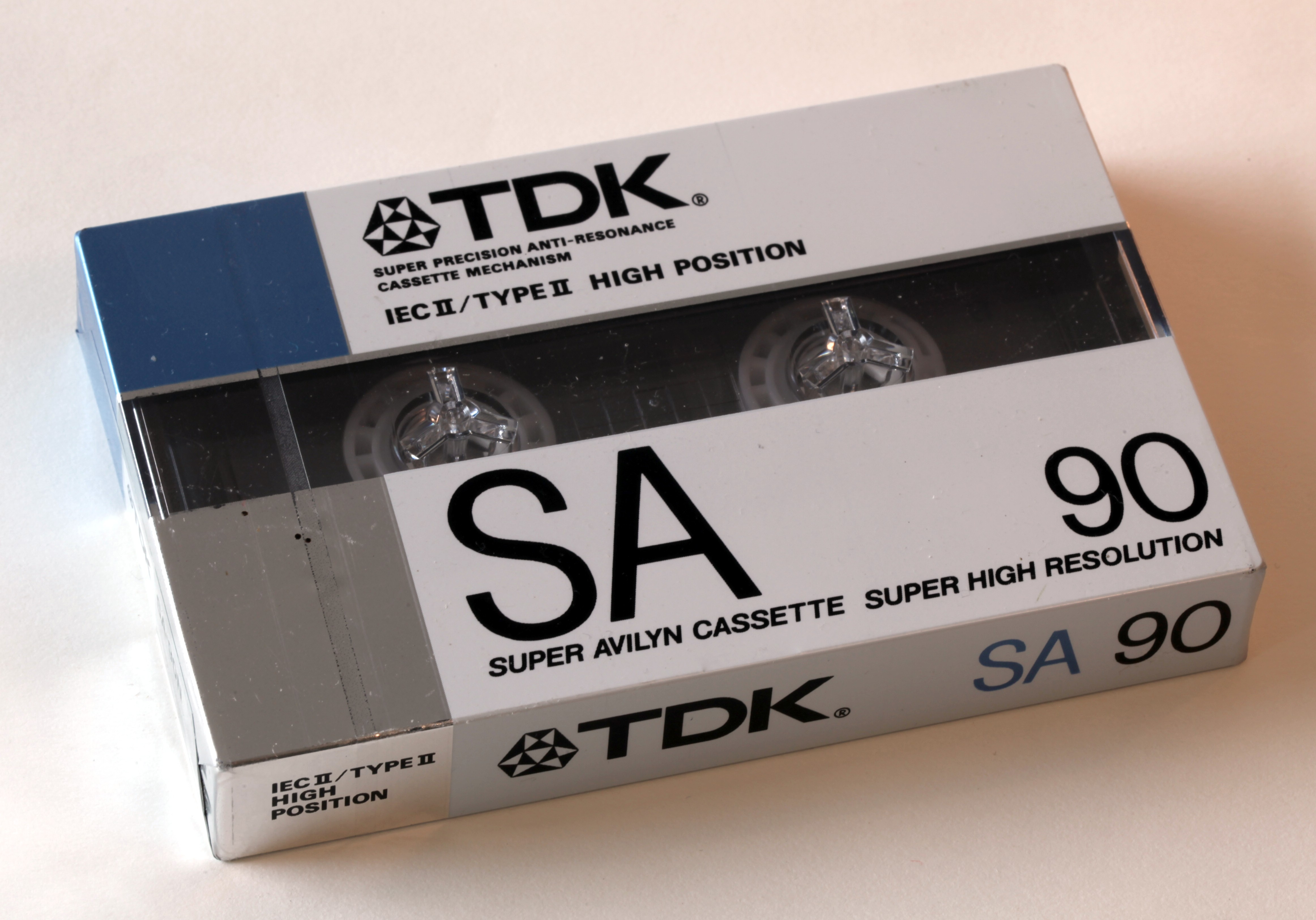
ハイポジション用コンパクトカセットテープを代表するTDK SA
（画像は5代目日本国外向け仕様）

1970年春に西ドイツ（当時）のBASF 、およびアメリカのメモレックス等より二酸化クロム磁性体採用のクロムテープを発売したのが初出。
日本メーカーでは1970年秋、東京電気化学工業（以下、および現・TDK）が国産初の二酸化クロム磁性体を採用したクロムポジション (Type II) 用のKRが発売されたのを皮切りに翌年の1971年には日立マクセル（現・マクセル）がCHROME DIOXIDE（クロームダイオキサイド、後にCRに改称）として、ソニー（現・ソニーグループ）がCHROMI CASSETTE（クロミカセット、後にCHROME CASSETTEを経て先述の日立マクセル同様のCRに改称）としてそれぞれ発売された。当初は二酸化クロム磁性体を採用していたことからクロムテープとも呼ばれていた。しかし原料からもたらされる毒性の問題、および環境の問題、当時クロムテープを発明したアメリカのデュポンが持っていた製法特許による縛り、カセットレコーダー・カセットプレーヤーの各種ヘッドの摩耗問題などから1975年3月にはTDKが磁性体に二酸化クロムの代替として本来は業務用ビデオテープ用に開発されたコバルトドープ被着酸化鉄を使用した（同社ではアビリンと命名）ハイポジションカセットテープのSAを発売したのを契機に他社も順次、これに準拠した形でハイポジションカセットテープに置き換えられた。しかし2000年代に入るとiPodなどに見られる携帯型デジタルオーディオプレーヤーやスマートフォンの台頭等の理由でハイポジション用カセットテープのみならず、メタルポジション用カセットテープやDAT用テープを含む音楽録音専用テープメディアは順次販売終了された。なお、日本市場向けのハイポジション用カセットテープで最後まで残っていたイメーション（TDK Life on Recordブランド。現・グラスブリッジ・エンタープライゼス）のCDing2も2011年夏から秋にかけて発生したタイ洪水により製造工場が甚大な水没被害を受けそのまま製造停止、および操業停止となりコンパクトカセットの製造販売から完全撤退することと共にハイポジション用カセットテープは姿を消すこととなった。
2022年6月現在、上記の通りハイポジション用カセットテープは新品として製造・発売されてない一方、ハイポジション用カセットテープに対応したカセットデッキ、およびCDラジカセが新品として製造・発売されている。だが、北米の磁気テープ製造メーカーであるATRが現在もハイポジションカセットテープを販売している。
尤も、大手メーカー品のハイポジション用カセットテープは多くの大手電気量販店で購入することは既に生産終了となっているため不可能だが、リサイクルショップなどで未使用品の購入が可能となっている。なお、未使用品に関しては発売当時人気が高かった高価格帯の製品はかなり高額な相場（例・TDK SR-X/SA-X、ソニー UCX-S/UX-S/UX-PRO、マクセル XLⅡ-S/響ハイポジなど）になっている場合もある。今となっては廉価系ハイポジション(CDing、DJ、BEAM、CD's、CDix、J'z、CD-Jackの各種シリーズ)などでもそこそこ高価格で取引されていることも少なくない。

## 音質
中低域の録再特性に秀でているノーマルポジション(TYPE I)とは異なり、中高域の録再特性に秀でているのがハイポジションカセットである。中高域を主に得意とするため、主にJ-POPやロック、ジャズ、フュージョンに向いているポジションテープであるため、中低域にはあまり得意ではなく、メタルポジション（TYPE IV）はともかく、音楽録音専用に特化したLH（LOW-NOISE HIGH OUTPUT）級以上のノーマルポジションに比べてMOL特性がそれ程高くなく、録音時のレベルを高めに設定すると歪が出やすい。しかしそれらのポジション用テープに対しヒスノイズ(テープ再生時のホワイトノイズ)が少ないというメリットもあったため、特に録音する際にドルビーノイズリダクションやANRS（スーパーANRS含む）、Adres、dbxなどのノイズリダクションシステムの利用を全く好まないユーザーからは好意的に受け入れられた。
TDK、およびイメーション（TDK Life on Recordブランド）のSF（後のSRの源流となる製品）やCDing2（発売当初はCDing II）・NANA（セブンイレブン専売品）・DS2（ザ・ダイソー専売品）、ソニーのCDix IIやHF II、マクセルのCD'sやMY2・WE2・MG2などはハイポジション用テープとしてはほぼ最廉価クラスに位置づけられた製品なのでCD並みの品質の音質は難しい。しかし、ソニーが1986年に発売した同時期に発売されたUX-Proをベースに材質をセラミックコンポジットとし、カセットハーフをより一層高精度化した最上級版のUX Masterは当時の希望小売価格が46分用で900円だったため、音質と走行性能が極めて良質な最高級のハイポジションカセットテープとして販売されていたほか、TDKが1986年に欧州市場専売製品として発売した（既存のMA-XGのハーフを基とし、開発した）最高級ハイポジションカセットテープのSA-XGも存在していた。また、UX Master発売以前はSA-XやXLII-S、UCX-Sが最高級ハイポジションとなっていた。
太陽誘電（That'sブランド）やTDK、DENON（日本コロムビア）のように、メタルパウダー系磁性体とコバルトイオン系磁性体を合成させ、留磁束密度・保磁力・感度をメタルポジション用テープ並の数値に近づけた最高級クラスのハイポジション用カセットテープも存在していた。

## 使用上の注意点
後発のメタルテープほどではないものの、最大残留磁束密度は1,450 - 3,000ガウス、保磁力は450 - 800エルステッドとそれなりに高いため、対応していないレコーダーで上書き録音しようとすると音が残るおそれがある。
1970年に発売されたハイポジションの前身にあたるクロムテープは発売当初、検出穴を使うということが決まっていなかったため、オートテープセレクター搭載のデッキは、ノーマル（フェリクロム含む）と認識されてしまう。
特にハイポジションテープが登場する以前に発売された、磁性体に二酸化クロムを用いたクロムテープの場合、最低でも超硬質パーマロイヘッド（ハードパーマロイヘッド）以上のモース硬度を持った磁気ヘッドではない、特に1970年代初頭まで生産・発売されていた普通の柔らかいパーマロイヘッドを採用したノーマルポジション専用のカセットレコーダー、およびカセットプレーヤー、カーオーディオ（カーステレオ）などで再生した場合、かつてのクロムテープやテープの表面が鏡面化処理されていない初期のノーマルテープほどではないものの、ヘッドが摩耗しやすくなる場合も少なくない。
また、磁性体にコバルトドープ系磁性体が採用されたハイポジションテープの場合（後述参照）、ノーマルポジション専用のテープレコーダーやテーププレーヤーで使用する場合はトーンコントロール調整機能が装備されている機種に限り、合法的に再生することが可能である（この件に関してはメタルポジション用カセットテープも同様）。
ステレオ・モノラル問わず1980年代初頭以前に発売された一部のラジオカセットレコーダー（ラジカセ）（主にミニラジカセを含む4万円前後のクラスの機種）ではテープセレクターがノーマルポジションとメタルポジションのみ、またはノーマルポジションとフェリクロムポジションのみ録音バイアスが対応する機種も存在していた。この場合、ハイポジション（クロムポジション）は事実上、録音バイアスの特性がメタルポジションやフェリクロムポジションと大きく異なるため録音不可能となるが、再生イコライザーがメタルポジションやフェリクロムポジションと同一の数値となるため、再生のみの対応となる。
誤ってハイポジション（クロムポジション）に対応していないレコーダーで録音をすると合法的にノーマルポジションとして使用できるフェリクロムポジション用カセットテープより更に高音が強調される。

## 過去のハイポジション（クロムポジション）用カセットテープ一覧
※無印は磁性体にコバルトドープ系磁性体が採用されたハイポジションテープ、(M)は磁性体にメタルパウダーとコバルトイオンを組み合わせた複合磁性体が採用されたハイポジションテープ、＊は磁性体蒸着タイプのハイポジションテープ、#は磁性体に二酸化クロムが採用されたクロムテープ。”は高級仕様
TDK（記録メディア事業部。後にイメーション〈現・グラスブリッジ・エンタープライゼス〉に事業譲渡。旧・東京電気化学工業）
- KR#（1970年 - 1975年）
- SA（1975年 - 1997年）
- SA-X"（1979年 - 1993年）
- SA-XG"（1986年 - 1989年）※日本市場未発売
- HX(M)（1983年 - 1985年）
- SF（1986年 - 1988年）
- CUE（1988年 - 1990年?）
- SR（1988年 - 1994年）
- SR-X（1989年 - 1994年）
- CDing-II（1991年 - 1998年）
- Super CDing-II（1992年 - 1998年）
- CDing-II/Walker（生産開始・生産終了年不詳）
- SR-Limited（1991年 - 1993年）
- T2（TIME EDIT、1990年代・試作品のみの制作に留まっており、諸般の事情により製品化されなかった）
- DJ2（1995年 - 2000年）
- CDing2（1998年 - 2011年）
- AD Type-Ⅱ（1994年 - 1995年）
- AD2（1995年 - 2001年）
- BEAM2（1996年 - 1999年）
- NANA (NN、セブンイレブン専売、2001年 - 2002年)
- High Position (DS2、ザ・ダイソー専売、2000年 - 2008年)

日立マクセル（現・マクセル）
- CHROME DIOXIDE#（1971年 - 1972年）
- CR#（1972年 - 1976年）
- UD-XLII（1976年 - 1978年）
- XLII（1978年 - 1992年）
- XLII-S"（1980年 - 1992年）
- UDII（1984年 - 1996年）
- UDII-U（1986年 - 1987年）
- UDII-S（1987年 - 1988年）
- UD2（1996年 - 2002年）
- Capsule-CologneII（1988年 - 1990年）
- GPXII
- CD-CapsuleII（1990年 - 1991年）
- USII
- CD'sII
- CD-XLII
- 響ハイポジ (HB-2)
- MY2
- WE2
- MusicGear2（MG2）

ソニー（現・ソニーグループ）・CBSソニー（現・ソニー・ミュージックエンタテインメント）
- CHROMI CASSETTE#（1971年 - 1972年）
- CHROME CASSETTE#（1972年 - 1973年）
- CR#（1973年 - 1978年）
- JHF（1978年 - 1981年）
- Rock（1981年 - 1983年）
- UCX（1982年 - 1987年）
- UCX-S（1981年 - 1986年）
- Do（1986年 - 1987年）
- UX（1987年 - 1993年）
- UX-S（1986年 - 1991年）
- UX-Pro"（1987年 - 1991年）
- UX-Master"（1987年 - 1991年）
- CDixII（1990年 - 2010年）
- UX-Turbo
- ES-II（1991年 - 1993年）
- X-II
- HFII（1994年 - 1996年）
- G-UP2
- GIG2
- XSII
- X-Tune2
- FX-II

富士写真フイルム→富士フイルム（旧法人、現・富士フイルムホールディングス）→富士フイルム アクシア（現・富士フイルム〈新法人〉）
- FC#（1974年 - 1977年）
- Range4x（1977年 - 1980年）
- UR（1980年 - 1981年）
- FR-II（1981年 - 1985年）
- GT-II（1983年 - 1987年）
- PS-II（1985年 - 1987年）
- SD-Master"（1986年 - 1989年）
- PS-IIs（1987年 - 1988年）
- PS-IIx
- GT-IIx
- Hi
- J'z2
- AU-II
- AU-IIx
- BLACK SLIM II（BS2）
- A2
- A2 color
- BOX2
- PS2
- K2
- Z2"
- Be2
- HELLO KITTY（HK2）

日本コロムビア・DENON（現・ディーアンドエムホールディングス）
CD#、5H#、DX7、DX8(M)、HD6、HD-S、HD、HD-X(M)、HD-L (Zippy-II)、HD-XS(M)、ZP-2、HG、HG-S、HG-X、CD/PAL-II、HG-M、K-RII、GX-II、GR-II、GR-IIS、C'Do2
太陽誘電（That's）
EM(M)、EM-X(M)、EVEII(M)、EM-XP(M)、Q、CD-II、PHII、CD-IIS、OW-2、CD/IIF、H2
日本ビクター（現・JVCケンウッド。ただしCRとVXは同時期のTDKのOEM、DA7は同時期の日本コロムビアのOEM）
CR#、VX、DA7、UF、UF-II、RZ-II
マグナックス・コニカ（現・コニカミノルタ）
GM II、EE
松下電器産業→パナソニック（Technics・National・Panasonic）（細部の仕様は異なるものの同時期のTDKのOEM。Angromシリーズのみ磁性体は自社開発）
CrO2（RT-C）#、XA、XA II、EX、HA、Angrom DU*、Angrom HG-DU*、HA-X、HX、PXII
日立製作所・Lo-D（細部の仕様は異なるものの同時期の日立マクセルのOEM）
CX#、UD-EX、EX、SX、UDX、UD_X、CD_X、DJ-II、UD-E、CD-E、UD-v
ティアック（磁気テープ本体はマクセルのOEM。リール固定タイプ及びリール交換タイプ）
O-Casse/CT、Cobalt、Cobalt-X
パイオニア（ホームAV機器事業部。後のパイオニアホームエレクトロニクス→オンキヨー&パイオニア→オンキヨーホームエンターテイメント→米国Premium Audio Company社。細部の仕様は異なるものの同時期の富士フイルムのOEM。また、北米・南米向けは細部の仕様は異なるものの同時期の日本コロムビアのOEM）
- C1（1981年 - 1982年）
- C1a（1983年 - 1984年）

ナガオカ・ジュエルトーン（現・ナガオカトレーディング。細部の仕様は異なるものの同時期の日本コロムビアのOEM。後継製品はなく1種のみ）
CR MUSIC
3M・Scotch（現・グラスブリッジ・エンタープライゼス）
Chrome#、Master#、Master70μsEQ、Master II、XS-II、996X-II
BASF（全てクロムテープを採用）
Chromedioxide#、SCR#、ProII#、CR-X#、Chrome Super II#
ナカミチ（細部の仕様は異なるものの同時期のTDKのOEM。2種のみであるが厳選品を採用）
- Chrome#（1973年 - 1976年）
- SX（1976年 - 1985年）